# Узбережжя Грехема

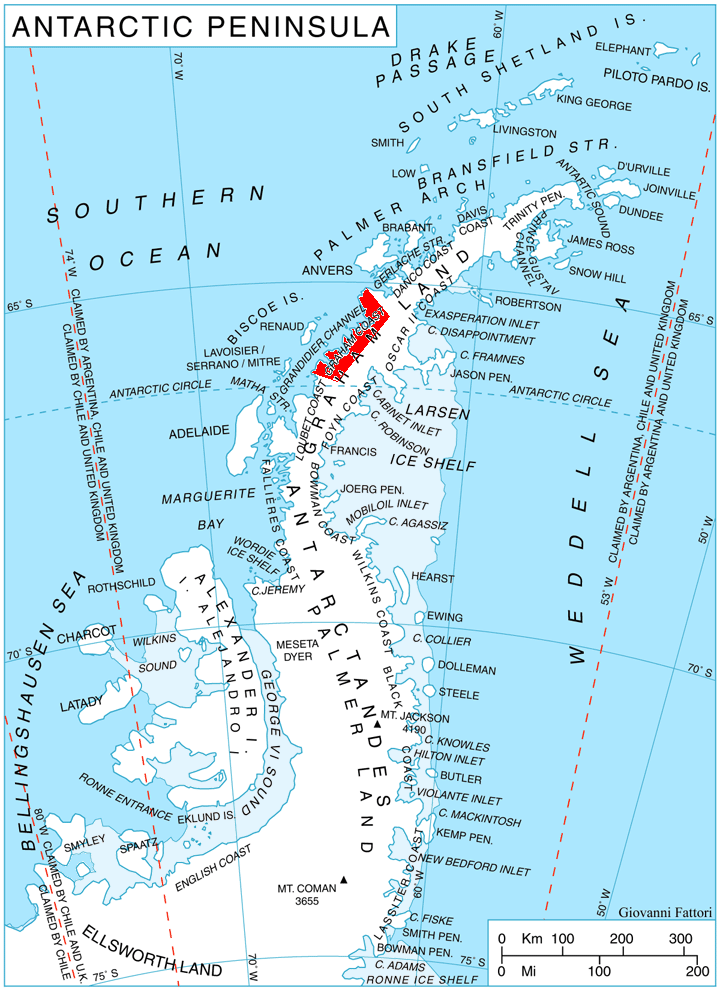
Location of Graham Coast on the Antarctic Peninsula.

Узбережжя Грема — це частина західного узбережжя Землі Грейама на Антарктичному півострові, що тягнеться на 172 км між мисом Беллу на південному заході та мисом Ренард на північний схід.
Узбережжя названо на честь сера Джеймса Грема, Першого лорда Адміралтейства під час ранніх досліджень території Джоном Біско.

## Місце
Узбережжя Грема знаходиться в центрі 65°45′ пд. ш. 64°00′ зх. д. / 65.750° пд. ш. 64.000° зх. д.. Картографування British у 1971–76 роках.

## Карти
- Британська антарктична територія. Топографічна карта масштабу 1:200000. Серія DOS 610, аркуш W 65 64. Директорат закордонних досліджень, Толворт, Велика Британія, 1971.
- Британська антарктична територія. Топографічна карта масштабу 1:200000. Серія DOS 610, аркуш W 65 62. Директорат закордонних досліджень, Толворт, Велика Британія, 1976.
- Британська антарктична територія. Топографічна карта масштабу 1:200000. Серія DOS 610, аркуш W 66 64. Директорат закордонних досліджень, Толворт, Велика Британія, 1976.